# キーボード (コンピュータ)

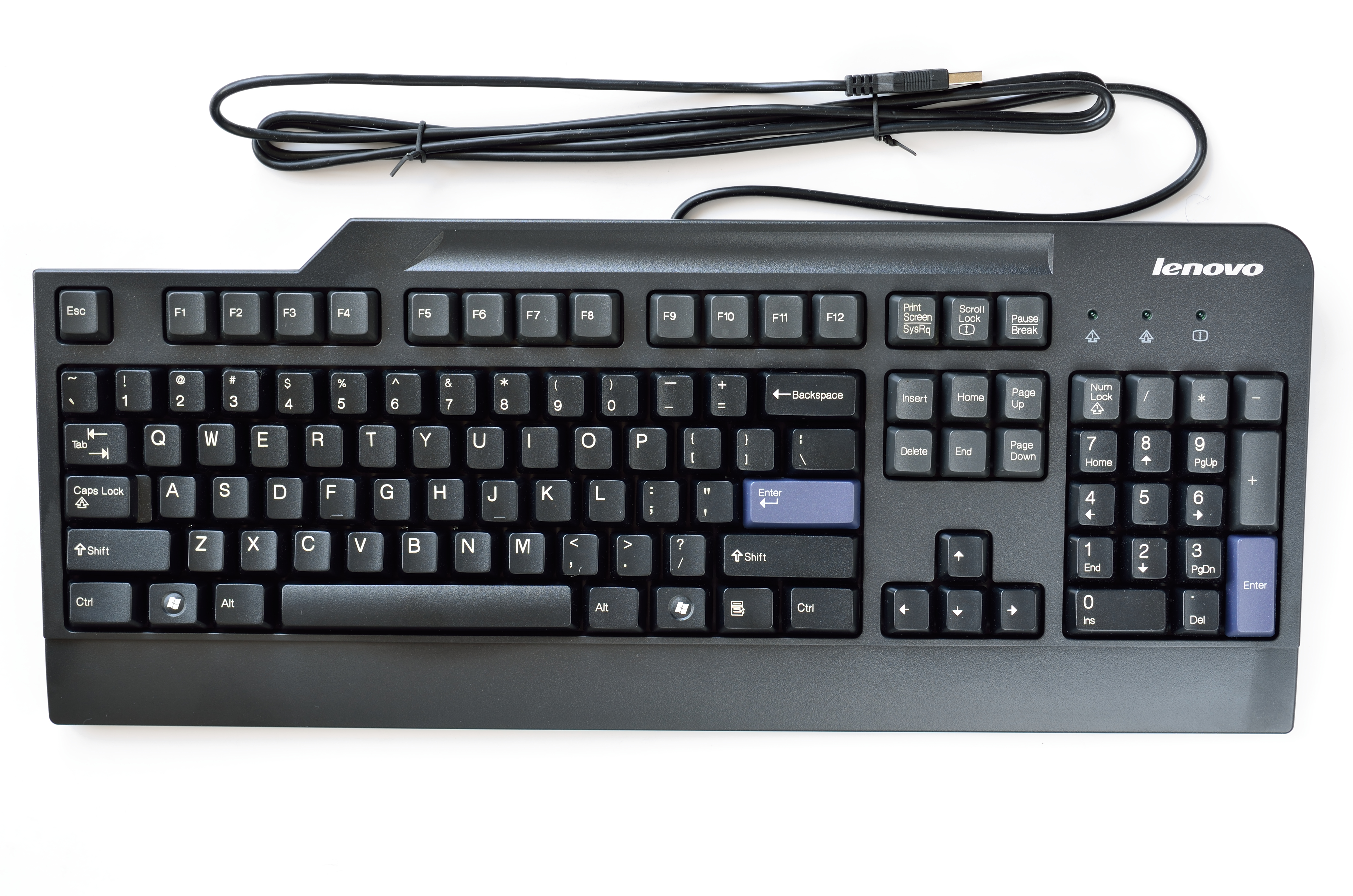
Lenovo製のデスクトップPC用有線コンピューター キーボード

キーボード（英: keyboard）は、英語でキー（英: key）と呼ばれる小さなボタンが規則正しく並び、これを指で押し下げて操作する入力装置のこと。日本語では（稀に）鍵盤（けんばん）とも。

## 概要
一般的なキーボードの形状は、横長の板状の筐体におよそ百前後のキー（漢字では「鍵」）がまとめられている。キートップ（キーの上面）には文字、記号、や機能を示す文字やアイコン等が描かれている。

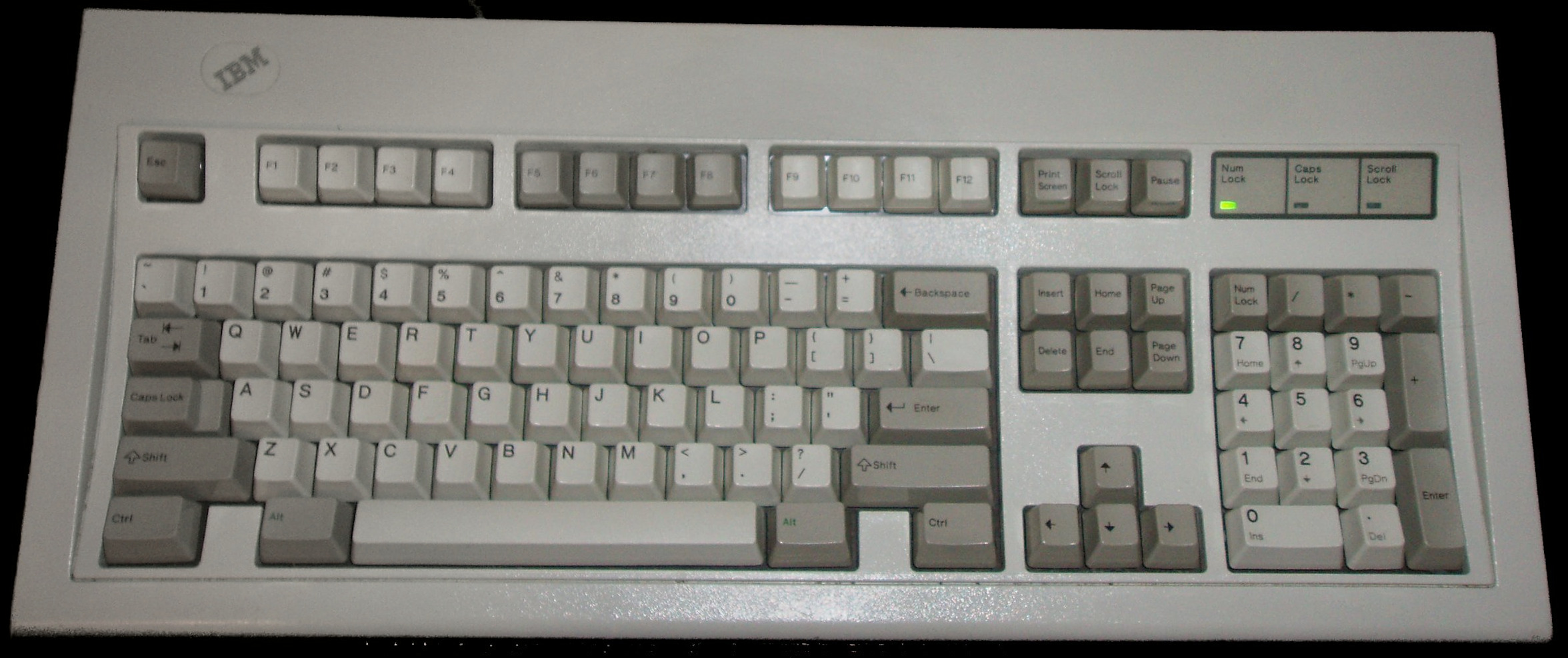
IBM Model M（101拡張キーボード)
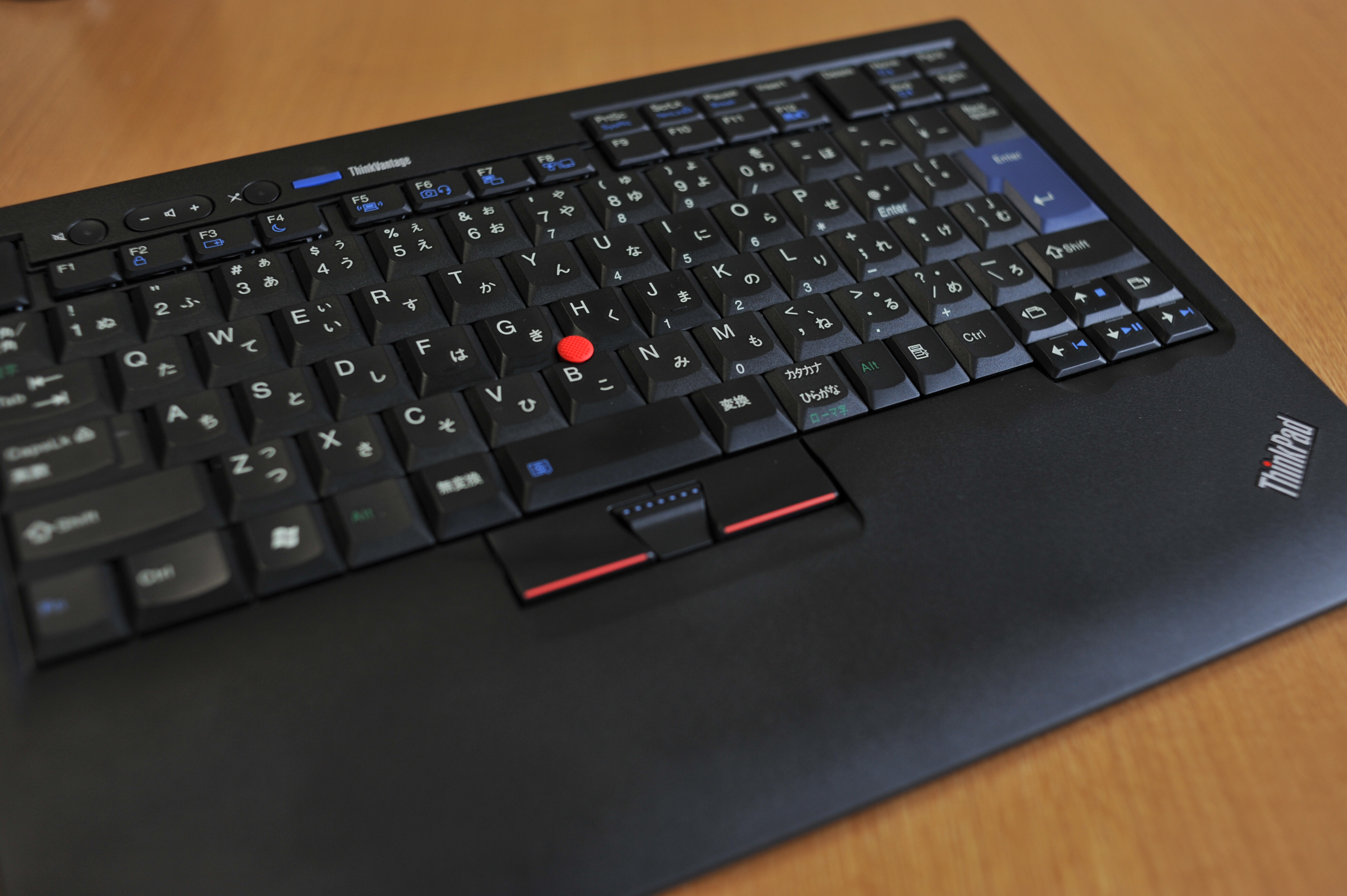
ThinkPadのコンパクトキーボード
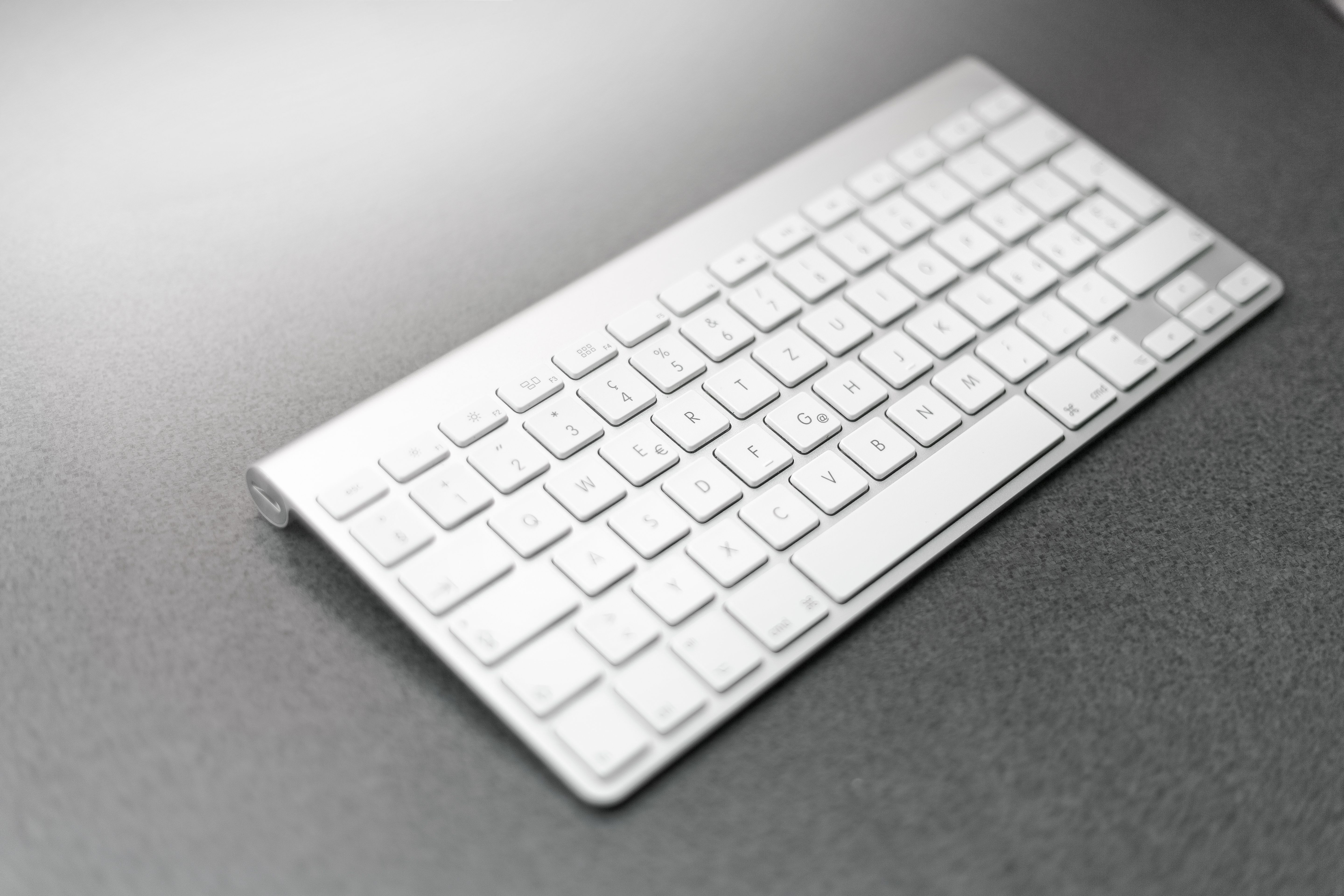
Appleのワイヤレスキーボード
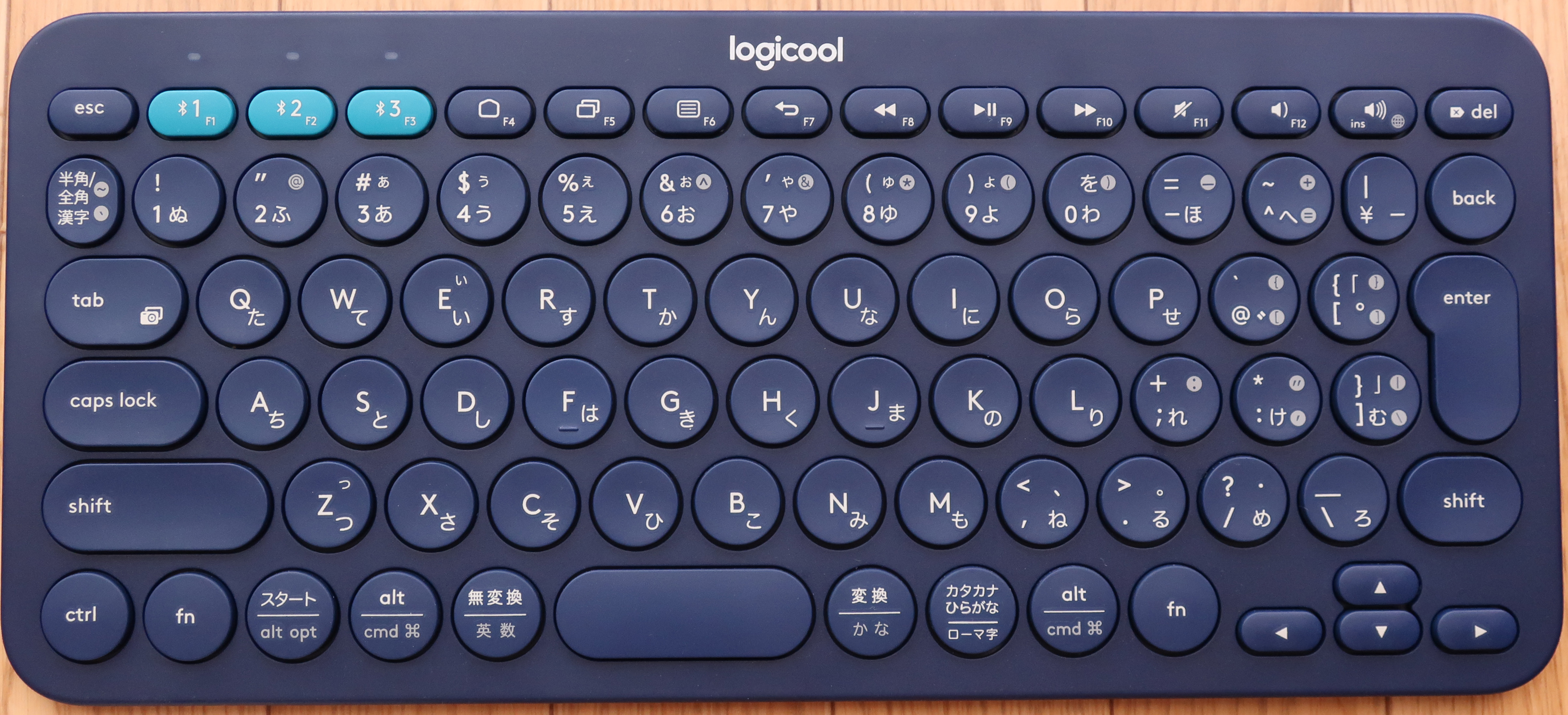
モバイル機器用の無線キーボード
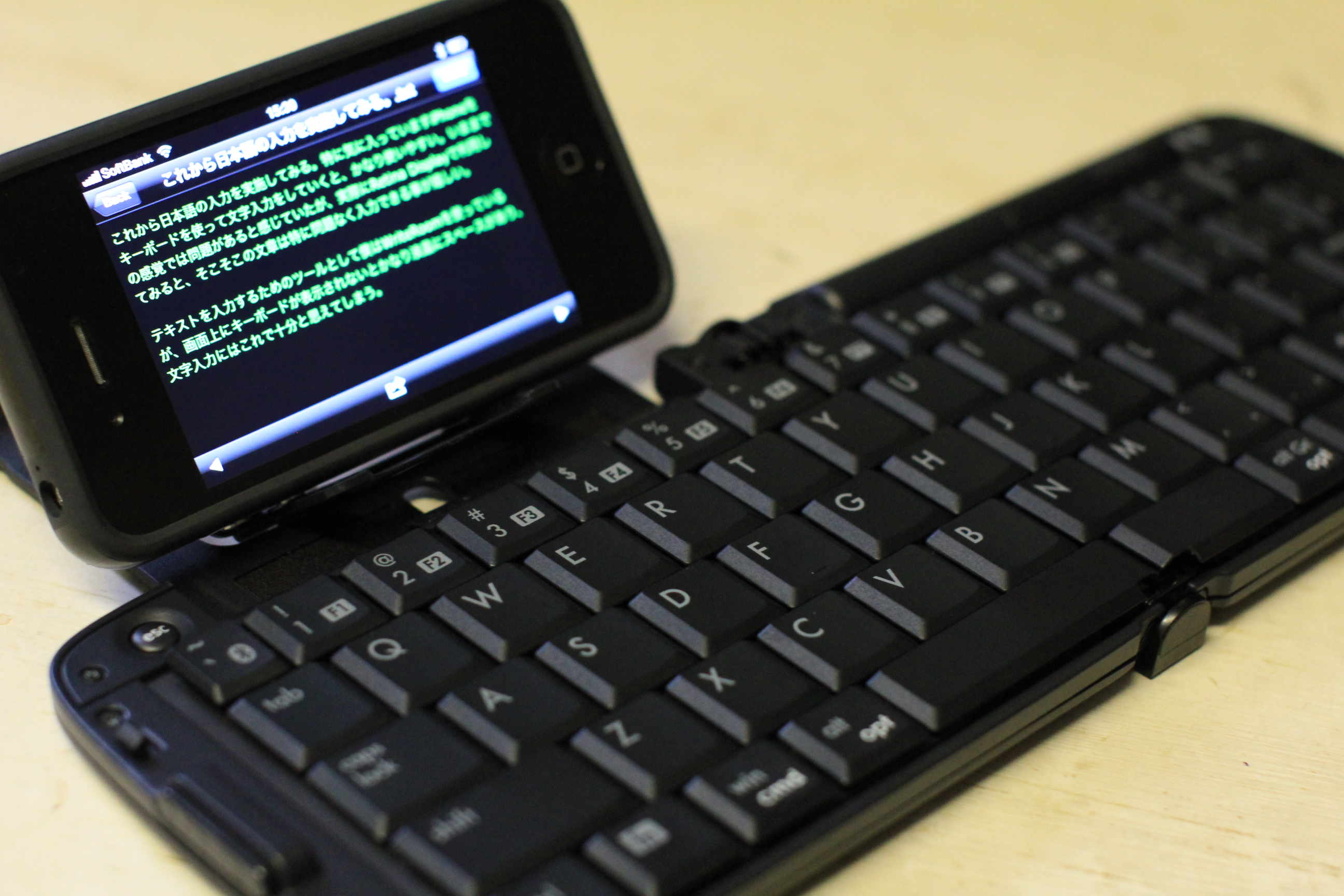
モバイル機器用の折り畳めるキーボード

キーを押すこと（打鍵）で、文字や数字や記号などの入力や削除、文字種の変更のほか、カーソルの移動、ページ送り/戻しなどもでき、さらに複数のキーを同時押すことで、ある種の命令をコンピュータに与えることもできる（細かい機能については「#キーボードの機能」の節で説明）。
各キーは電気的スイッチとして機能している。キーを押すとスキャンコードがコンピュータへと送信されるしくみになっている。なおキーボードの種類にもよるが、単純にスイッチの開閉の状態をコンピュータに伝えるだけでなく、内部に集積回路が搭載されていて、さまざまな特殊な機能キーやワンタッチキーが使えるように、信号を様々に変換してからコンピュータに伝えているものもある。
キーの機構（あるいは構造）としては現在は主に、パンタグラフ方式 / メンブレン方式 / メカニカルスイッチ方式が主流であるが、技術的に言えば、他にもレーザー方式などいくつかの方式がある（「#キーボードの機構」の節で説明）。機構により、キーストローク（キーが押し下げられる距離。ミリ単位。）、キーを押した時の感覚（タッチ感、クリック感）、入力音の有無や音の質などがかなり異なる。ノートパソコンのキーボードは浅く、比較的打鍵音が小さい。さらに静かな、ほぼ無音の、「静音タイプ」というものも販売されるようになっている。
キーボードとコンピュータ本体は、一体化しているものも、分離しているものもある。たとえばノートパソコンはキーボードとコンピュータの本体が一体化している。1970年代なかばから1980年代のマイクロコンピュータ（マイコン）やホビーパソコンなどではキーボードとコンピュータ本体が一体のものが多かった（#歴史の節で説明）。ノートパソコンは一体が基本だったが2010年代のタブレットPCの流行で分離できるものが現れた。外付けにするキーボードとコンピュータ本体の間の接続の方法は、現在は基本的には、Bluetooth無線接続・各社独自規格の無線接続・USB有線接続の3種類である。
2000年代以降パーソナルコンピュータの販売にノート型が増えていくになるにつれ、キーボードを単体で購入することは減り、市場規模は縮小した。一方、2010年代にタブレット型端末やスマートフォンの使用が爆発的に増えたのと連動して、モバイル機器に接続するためのキーボードの販売が次第に伸びた。モバイル機器にはタッチスクリーンがありソフトウェア方式のキーボードが表示されるので物理的なキーボード無しでも文字類はそれなりに入力できるが、物理的なキーボードを使うとタッチタイピングができ高速に文字を入力することができる。タブレットやスマートフォン用にはコンパクトに折りたためカバンやポーチなどに入れられ持ち運びに便利なものが選ばれている。また、PCゲームをする人向けの、ゲームで有利に闘えるボタン配置で独特の機能も備えたゲーミングキーボードも市場を拡大した。

## キーボードの種類

### 配列による分類
様々なキー配列がある。
現在の日本では、JISキーボード（「半角/全角キー」「無変換キー」「変換キー（前候補、次候補）」「カタカナ/ひらがなキー」などの漢字変換用キーが配置されているもの）が主に使われている。以前はさまざまな日本語入力システムが開発され、親指シフトキーボードなども用いられた。
ヨーロッパでは、各言語ごとに、それぞれの配列がある。ヨーロッパでは《アクセント記号つきのアルファベット》が入力できなければならない。スペイン語、フランス語、ドイツ語など各言語ごとに配列が異なる。ひとつの言語でも、複数の配列が並立していて、地域ごとに傾向が異なっていたり、個人の好みで選択されていることはある。たとえばスペイン語のキー配列では、スペインでは「QWERTY en España」が使われ、ラテンアメリカ（アメリカ大陸側のスペイン語圏）では「QWERTY en Hispanoamérica」が使われている。同様に各言語で複数の方式が存在している。フランス語圏に関しては、フランスではフランス語を入力しやすいAZERTY配列（英語圏で主流のQWERTY系のものとは根本的に配列が異なるもの）が使われ、カナダ国内のフランス語圏では、英語寄りのQWERTY配列にアクセント記号つきのフランス語アルファベットを含んだものも使われる。
英語圏の中でも、アメリカで用いられる《US配列》とイギリスで用いられる《UK配列》がある。英語用のキーボードは《英語のアルファベット》だけで済むので、ヨーロッパ用のような《アクセント記号つきのアルファベット》が含まれない。
アメリカ合衆国では主にUS配列（米国配列）のキーボードが使われている。（米国配列では、アットマーク、コロン、引用符等、括弧　などの位置がJISキーボードとは一部異なる。）
ちなみにUS配列やUK配列でも、日本語の入力は一応可能である（ただし「全角/半角キー」「カタカナ/ひらがなキー」「無変換キー」などが無く変換効率が落ち、日本語の「。」「、」その他いくつかの日本語独特の約物も入力がしづらく、入力速度はJISキーボードと比べれば落ちる）。なお英語圏で製造されるUS配列やUK配列のキーボードは、そもそもひらがな（あるいはカタカナ）がキートップに一切表示されていないが、ローマ字入力方式で日本語が入力できる。日本人でも一部にUS配列やUK配列を使用する人もいる。最初にUS配列やUK配列でタッチタイピングを覚えた人はそのままの配列を使い続ける傾向があり、文字キーの個数がJISキーボードより少ないシンプルさを好む人や、主にシステム開発エンジニアなどコーディング（プログラミング）のためにキーボード使うので日本語をあまり入力せず、コーディングの効率を考慮していくつかの記号や括弧の配置からUS配列やUK配列を選ぶ人もいる。
キー配列
- QWERTY配列
- Dvorak配列
- AZERTY配列
- DSK配列
- JIS配列
- 親指シフト配列（NICOLA配列）

### テンキーの有無

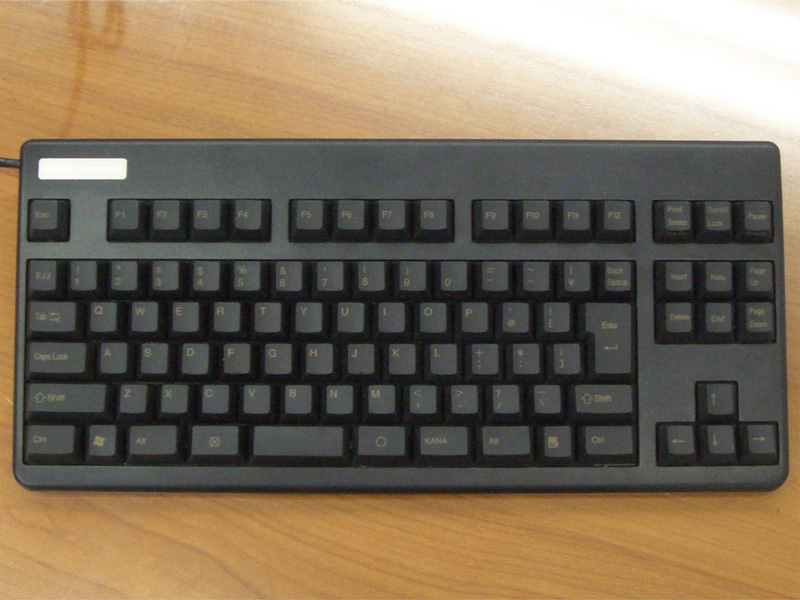
テンキーレスのキーボードのひとつ REALFORCE 91UBK

JISキーボードでも、テンキーが右側に別にある物をスタンダードキーボード、テンキーがアルファベットの文字列中にある物（テンキー部のない物）をデータエントリーキーボードと呼ぶ事もある。また、前者をフルキーボード、後者をテンキーレスキーボード、等と呼ぶ事もある。
前者は、主にデスクトップ型パソコンやコンピュータ端末などで使用され、後者はノートパソコンや省スペースを目的とする一部のデスクトップパソコン、データ入力を専門とするパソコン、コンピュータ端末などで使用される事が多いが、テンキー部の有無で用途が区別される事はあまりない。
テンキー部の省略されたテンキーレスキーボードは、通常のフルキーボードに比べ種類が少ないが、その中でもフルキーボードから純粋にテンキー部を取り除いた物と、少しでも全体をコンパクトにまとめるために独自の配列を採用した物の2種類に大別される。どちらにせよ、テンキーの存在はポインティングデバイスの設置位置を遠くするため、テンキーの無いキーボードは一部のユーザに重用されている。PCサーバを19インチラックに搭載する場合、設置スペースの関係からテンキーレスキーボードを用意することが多い。

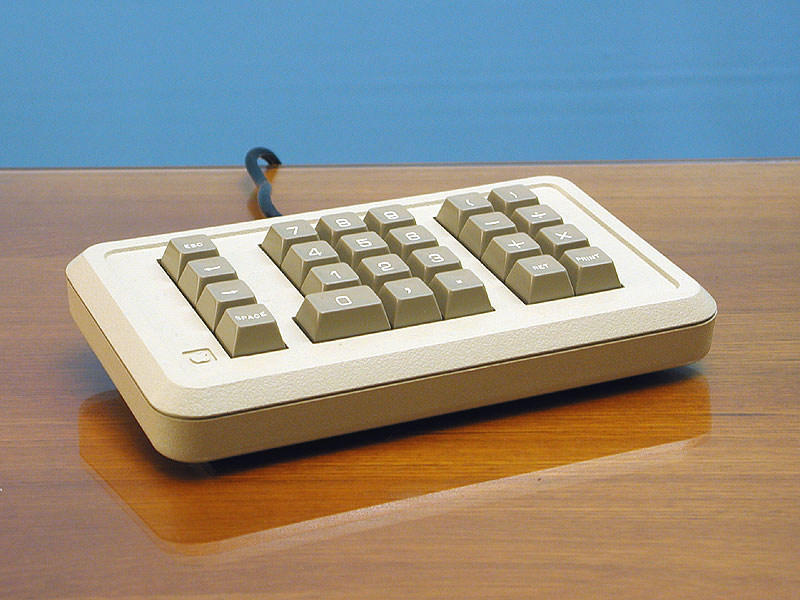
Apple IIeのメーカー純正テンキー

それとは逆に、ノートPCで数値入力を頻繁に行う場合の作業効率を上げるため、テンキーのみの外付けキーボードも存在する。かつてはPC-98シリーズや富士通などメーカー独自規格ごとの純正品あるいはサードパーティ品がカタログに並んでいた。現在でもUSB接続の汎用品として販売されている。少数だがマウスやトラックボールとテンキーボードを一体化した製品も存在する。

### 様々なキーボード

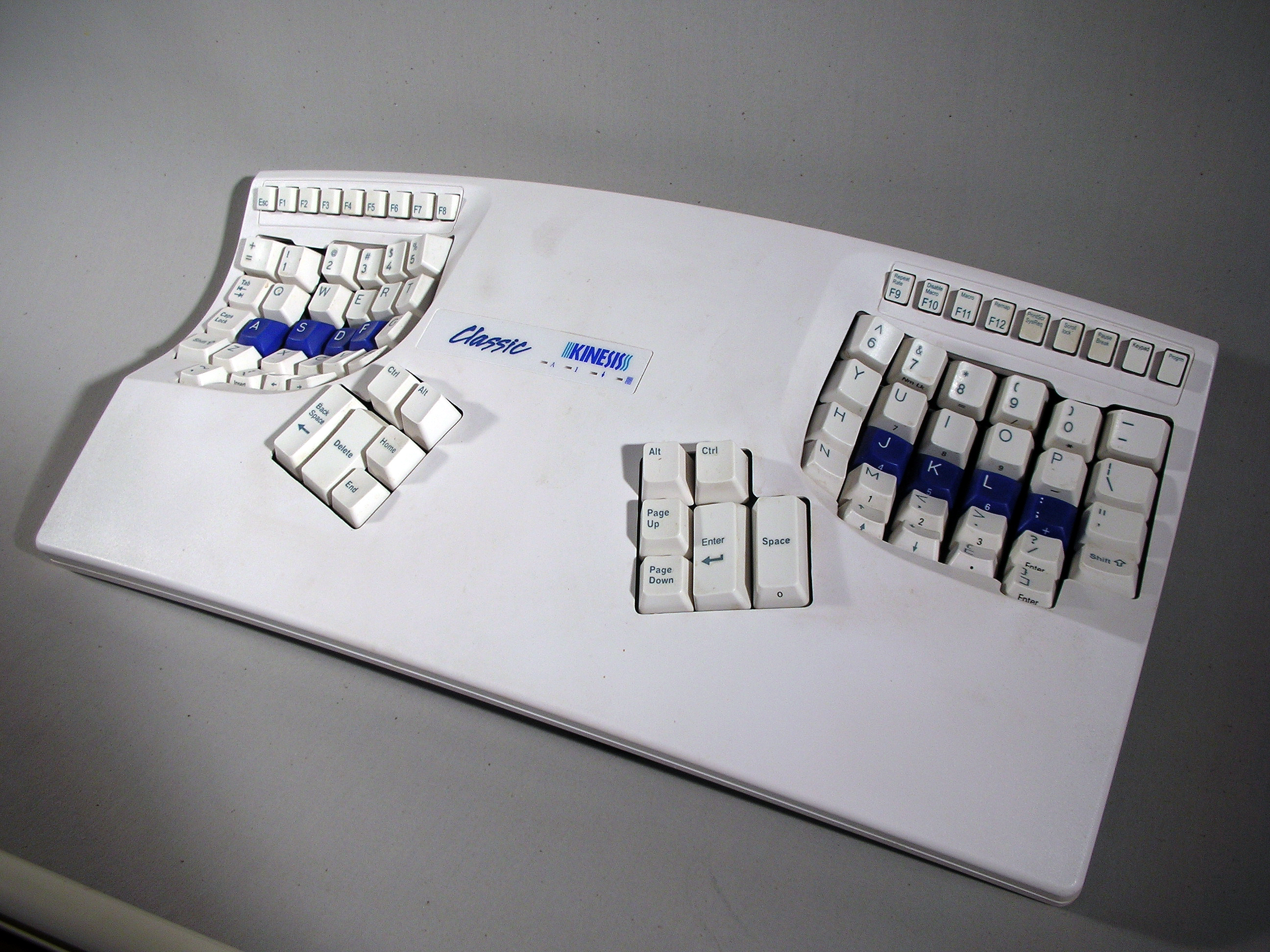
エルゴノミクスキーボード

また、KinesisのContoured Keyboardや、ペリックス社のPeriboard-512に代表される、人間工学に基づいてタイプする人の負担を減らすことを重点に置いた、いわゆるエルゴノミクスキーボードや、Frog PadやCut Keyのように片手での入力を行うことを前提としたキーボードもある。片手キーボードには、パソコンよりも先に携帯端末に慣れ親しんだユーザー向けにフリック入力のためにデザインされた物理キーボードもある。
ゲーム用のコントローラ（ゲームパッド）の中には、ゲーム用デバイスであるにもかかわらずゲームコントローラの信号ではなく、キーボードと同じキーコード信号を出し、OS側からは一般のキーボードとして認識される物もある。これらは特別なドライバをインストールする必要が無く、またゲーム用の接続ポートが占有されない、ソフト側の入出力機能の開発労力削減などの利点があり、ネットゲームのヘビーユーザー向けとして少数ながら販売されている。中にはマイクロソフトの「Strategic Commander」のような特殊な形状をしたものもあった。
最近ではマウスにハードウェアマクロを搭載するため、マウスをUSB接続にし、内部的にキーボード信号を出して「マウス+キーボード」の複合デバイスとして認識させる場合もある。この場合いったんマウスに設定を登録しておけば、他のPCでドライバレスで同じ動作を可能にできる。
また身体障害者向けに一部キー機能を抜き出した入力機器も見られる。特に、ソフトウェアキーボード（スクリーンキーボード）は、キーボードの機能をソフトウェアで実現したもので、画面上にキーボードの形を表示し、ポインティングデバイス操作によるカーソルや、タッチスクリーンとペンなどで各キーを指定して文字入力を行う。音声出力や検索機能を搭載できるカスタマイズ性が、特徴の1つで、初心者や障害者支援の一環にもなっている。
この他、ブックを搭載し、ページをめくる事でキーボードキーの意味がプログラムにより変わるインテリジェントキーボード（鉄道駅などのみどりの窓口の発券端末で使用、現在はタッチパネル式）、特殊なペンによりキー入力を行うペンタッチキーボード（PDAなどで使用）などがある。
他にもショートカットコマンドの入力用としてお気に入りキーボードのような製品も存在する。

### 大きさ

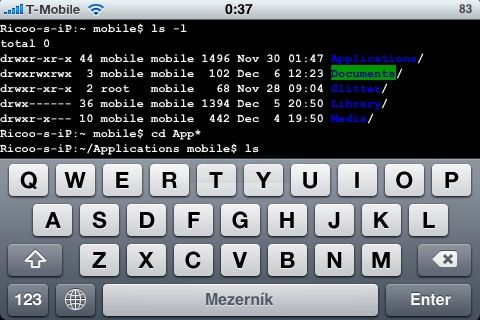
iPhoneのソフトウェアキーボード

キーの横方向の間隔をキーピッチといい、フルサイズのキーボードで19mmである。かつては17mm程度などのよりキーピッチの小さいキーボードを搭載したモバイルノートパソコンも多かったが、近年は、モバイルノートパソコンもB5サイズ以上の物は19mmの物が多い。モバイル向けの外付けキーボードだと15mm - 17mm程度の物が多いが、15mm以下のより小型の物ものある。ソフトウェアキーボードの場合、タブレットで例えばiPadの場合、縦向きに使用した場合13mm、横向きに使用した場合17mmである。

### アイソレーション・キーボード
近年キー間に間隔をあけ各キーの面積を小さくし独立した配置にしたアイソレーション・キーボードが多く使われるようになった。ソフトウェアキーボードでは、例えばタブレットのiPadの場合、縦向きの場合2mm、横向きの場合は3mm、キーとキーの間に余白をつけている。Windows 8ではタッチ対象は2mm以上の余白をつけることを推奨している。ユーザーには隣接するキーを同時に押してしまうミスの低減、キーの間の清掃が容易といったメリットがある。本来はキー底側で強度を担保するフレーム構造を表面側に置くことで薄型化や軽量化を意図したものだが、普及と共に外観のみを模倣し、構造強度に関与しない格子状フレームを表面に配した製品も少なくない。

## キーボードの機能
今日、一般に普及しているキーボードは、昔のタイプライターの時代から継承してきたものや、コンピュータの時代になってから新たに追加されたものなど、数多くの機能を備えるようになっている。

### オートリピート

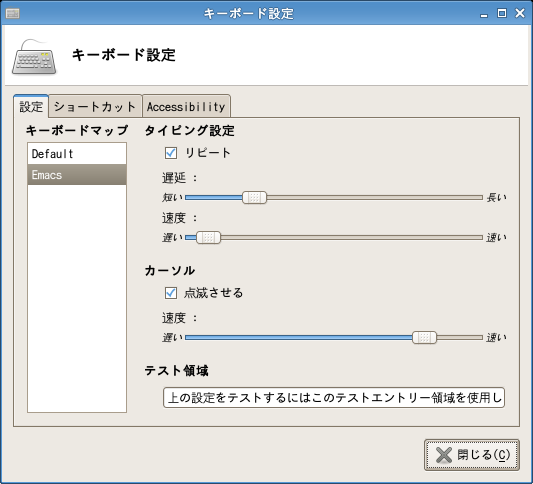
開始や間隔の設定

キーを押しっぱなしにした場合、そのキーに対応するコードが連続して入力（送信）される機能である。最初に押した時点からn秒後、m秒間隔で繰り返しするというような設定を行なえるキーボードもある。ソフトウェア的にシミュレートしたり、ソフトウェア側から（キーボード単独でなく）設定できるものもある。ほとんどのOSでは、これらの間隔を自由に設定できる。例えば、Windowsにおいては、コントロールパネルでリピート間隔（速度）を設定できる。

### シフトロック
ロックされている間は、キーボード上の全てのキーがシフトキーを押したままの状態になる特殊なキーである。この機能の起源は機械式のタイプライタであり、シフトロックキーが有効になっている間は文字通り物理的にシフトキーがロックされた状態となるものであった。通常コンピュータ用のQWERTY配列キーボードでは用意されている事は少ないが、フランス語圏で多用されるAZERTY配列等やコモドール64などを含む比較的古いもの等にはシフトロックキーが搭載されている。
QWERTY配列のキーボードにはシフトロックキーの代わりにキャップスロックキーが用意されている。キャップスロックでは一部の文字の入力はシフトキーと文字キーを同時に押す必要があるが、何らかの理由で同時に押すことができない状況に対応するため、例えばmacOSやWindows等を含む一部のOSやウィンドウマネージャの一部にはキャプスロックキーにシフトロックキーを割り当てる事ができる機能がある。

### Caps Lock
Caps Lock（キャプスロック、キャップスロック）キー、またはCapital Lock（キャピタルロックキー）は、キーが有効になっている間、コンピュータに入力される文字を小文字から大文字に変える為のキーである。記号等の非英字のキーは上段シフトとして扱われない点がシフトロックとは異なる。CapsとはCapital lettersの略、すなわち英字の大文字の意味である。

### SysRq
SysRq（システムリクエスト）キーは、本来は操作中にシステムに対するコマンド入力モードに切り替えるためのキーである。メインフレーム環境のIBM 3270端末などでは、z/OSなどのTSO使用時にはVTAMコマンドが入力可能になり、z/VMなどのCMS使用時にはCPコマンドが入力可能になる。SysRqキーはパーソナルコンピュータでは101キーボードから搭載され、メインフレーム接続用の端末エミュレータで使用されるが、パーソナルコンピュータでは伝統的にコマンド入力モードへの切替にはEscキーを使用するアプリケーションが多い事もあり、SysRqキーは一部のディスプレイ切替装置用ソフトウェアや、LinuxカーネルでのマジックSysRqキーなどを除き、使用頻度が低い。

### ベル音/ビープ音
機械式キーボードにおいては、右端まで来ると、その旨を通知するためのベルが鳴る。コンピュータ用のキーボードは、一部の機種（Sunのキーボードなど）において、キーボード内にベル音を鳴らすためのスピーカーがついている場合がある。この場合、本体側からBelキャラクタ（ASCIIで07H）を送信することで音が鳴る。但し、本物のベルではないのでビープ音という場合がほとんどである。

### クリック音
機械式キーボードにおいては、キーを打鍵するたびに機械的な動作に応じて音と手応えがするが、電気式のコンピュータ用のキーボードではほとんど音がしない。そのため、キーの打鍵がされたかどうかを確認するために、打鍵するたびごとに音を発生させる仕組みが用意されている場合がある。これをクリック音という。音の発生機能そのものは前述のベル音と同じである。
しかし一部の業務用やマニア向け仕様のキーボードの中には、スイッチ部分に物理的にクリック感を生み出す物も見られ、好みで選択されている。中にはこれに特化して、激しい動作音のするものも見られる（後述）。

### 同時押し・ロールオーバー
電気式のキーボードは、機械式キーボードとは違い、同時に複数のキーを押すことが物理的に可能であるが、内部の電気回路的な制約により、押下したキー全ては入力できないことがある。この際、何文字まで同時にキー入力を受け付けるかを表すのがロールオーバーである。たとえば3キーロールオーバーとは3キーまで同時に押しても入力可能ということを指し、Nキーロールオーバーとはどのキーを同時に押しても全て入力されることを指す。現在のキーボードはコントローラーによっていくつかの種類があり、安価なキーボードの場合には2 - 3キーロールオーバー、高価なキーボードの場合には疑似Nキーロールオーバーや完全Nキーロールオーバーとなっている。富士通製のキーボードでは疑似Nキーロールオーバーを「Fキーロールオーバー」と称している。
USBキーボードはUSB HID規格で定義されているboot protocolがほとんどの場合使われるが、その場合そのフォーマットの構造からくる制約により、完全Nキーロールオーバーの機種でも、同時押しを認識されるのは最大6キーまでとなる（キー自体は入力されるが、6キーより先は最初に押したキーから順に指を離した扱いとなる）。このためPS/2接続を好むユーザーもいるが、近年のマザーボードはレガシーデバイスが削除される傾向にあり、キーボードのためにマザーボードを選ぶ状況となっている。
この機能は主に複数同時押しを行うゲーマー向けキーボードで宣伝される事が多い。たとえばダイヤテックから発売されているマジェスタッチ、マジェスタッチリニアには、特別バージョンとしてNキーロールオーバーモデルが通常モデルとは別に存在する。大抵この機能を搭載したキーボードは1万円以上するのだが、シグマA・P・OがNキーロールオーバーではないものの、限定エリア内での複数キー同時押しを保証したキーボードを発売し、FPSゲーマー向けのエントリーモデルとなっている。
しかし、2010年にマイクロソフトが「2つのキーボードデバイスとして認識させる」事で「USB接続での最大26キー同時押し」を実現した上、「実売価格で5000円台前後（2010年5月1日現在）」と言う低価格も実現した「SideWinder X4 Keyboard」が発表されたことで、前述の状況は一変する事となった。

#### 主なNキーロールオーバー対応キーボード
- ペリックス PERIBOARD-329 5キーロールオーバー
- SteelSeries「SteelSeries 7G」
- 東プレ「REALFORCE」シリーズ
- ダイヤテック「Majestouch 2」シリーズ
- PFU「Happy Hacking Keyboard Professional」
- Logitech「G15 Gaming Keyboard（初代）」・「G11 Gaming Keyboard」
- Kinesis「Kinesis Contoured Keyboard」・「Kinesis Maxim Ergonomic Keyboard」
- サイズ CHERRY「MX-BOARD G80-3600」シリーズ
- マイクロソフト「SideWinder X4 Keyboard」
- ダーマ「DRTCKB109UP1」・「DRTCKB91UP2」
- コルセア「K65」

### 表示機能
特殊なキーボードには特殊なステータス表示機能がついている場合がある。PC用のキーボードでは、一般的には、キャップスロック状態、ニューメリックロック状態、スクロールロック状態を3つのLEDによって表す表示機能が付いている。LEDの色はたいてい緑色か橙色であるが、青色が使われているものもある。PCで一般的に使われるATキーボード（PS/2キーボード）ではこれらの表示機能はコンピュータ本体から制御可能である。この制御がアプリケーションソフトウエアが実際に行えるかどうかはコンピュータで動作しているOSに依存する。GNU/Linux等の一部のOSでは、PC用のキーボード上のこの3つの表示機能を使い、OSからのパニック時のステータスを表示させることができるものもある。
ステータス表示用の他にも、全てのキーにライトを内蔵し、その光で暗い部屋でもキー表示が見えるようにしたものもある。売り出された当初は軍事用ではないか等の噂も立ったが、恐らくは派手な電飾を好むModding文化から由来したものであると考えられる。但し、LEDではないものの、光るキーボード自体はバックライト用にエレクトロルミネセンスを使用したセンチュリーの蛍等、それ以前から存在していた。出所の怪しさやチェリー製のスイッチ等が注目を浴びた理由であろうと考えられる。
LEDだけではなく、キーボードに液晶表示を搭載する例もあり、ロジクール（ロジテック、Logitech）のゲーム用キーボードG15 Gaming Keyboardには、角度調節が可能なバックライト付きLCDパネルが搭載され、様々な情報が表示される。
また極めて特異な例ではあるが、ロシアのデザイン会社Art. Lebedev Studioから、全てのキートップに有機ELディスプレイが内蔵されたOptimus Maximusキーボード  が2008年に発売された。キーが3個だけ搭載された簡易版となるOptimus mini threeキーボードとその改良版も発売されている。

### その他
特定の機種専用のキーボードには、特殊なキーが用意されているものがある。下記はその例である。
- ACPI対応キーボードや、ADB対応のMacintosh[注釈 4]やNeXTワークステーションにおいては、電源ボタンが用意されており、これ一つ押すだけで終了操作（設定によってはスリープ）を行うことができる。
- 一部のパソコンでは、電子メールクライアントやウェブブラウザなどの特定のアプリケーションソフトを起動させるキーを持っているものがある（このためには、キーの操作を感知してソフトを起動する専用ドライバの常駐が必要となる場合もある）。
- 2000年代初期以降のWindowsマシン向けのハードウェアには、Windowsで機能するWindowsキーとアプリケーションキーがついていることが多い。
- Macに代表されるアップル製キーボードにはコマンドキーとオプションキー（Altキーに相当）がついており、他のキーと組み合わせることでOSに様々な指示を与えることができる（キーボードショートカット）。
- アップル製のUSBキーボードにはドライブの取り出しを行うイジェクトボタンがついている。
- かつて[いつ?]パソコンが一般家庭に普及しだした頃に、コンピュータ画面に「 Press Any key to continue... 」「 …続けるにはどれかキーを押してください 」などと表示されたのを見た新規ユーザが、そのような “Any” “どれか” と刻印されたキーがキーボード上にあるものと誤解した (→Any key)。
- トラックポイントやトラックボール、タッチパッドなど、ポインティングデバイスを内蔵したキーボードもある。

## キーボードの機構

### キースイッチユニット
様々なものがあるが、メカニカル・メンブレン・静電容量無接点が使用される事が多い。新しいものでは光学、磁気検知式がある。

#### メカニカルスイッチ

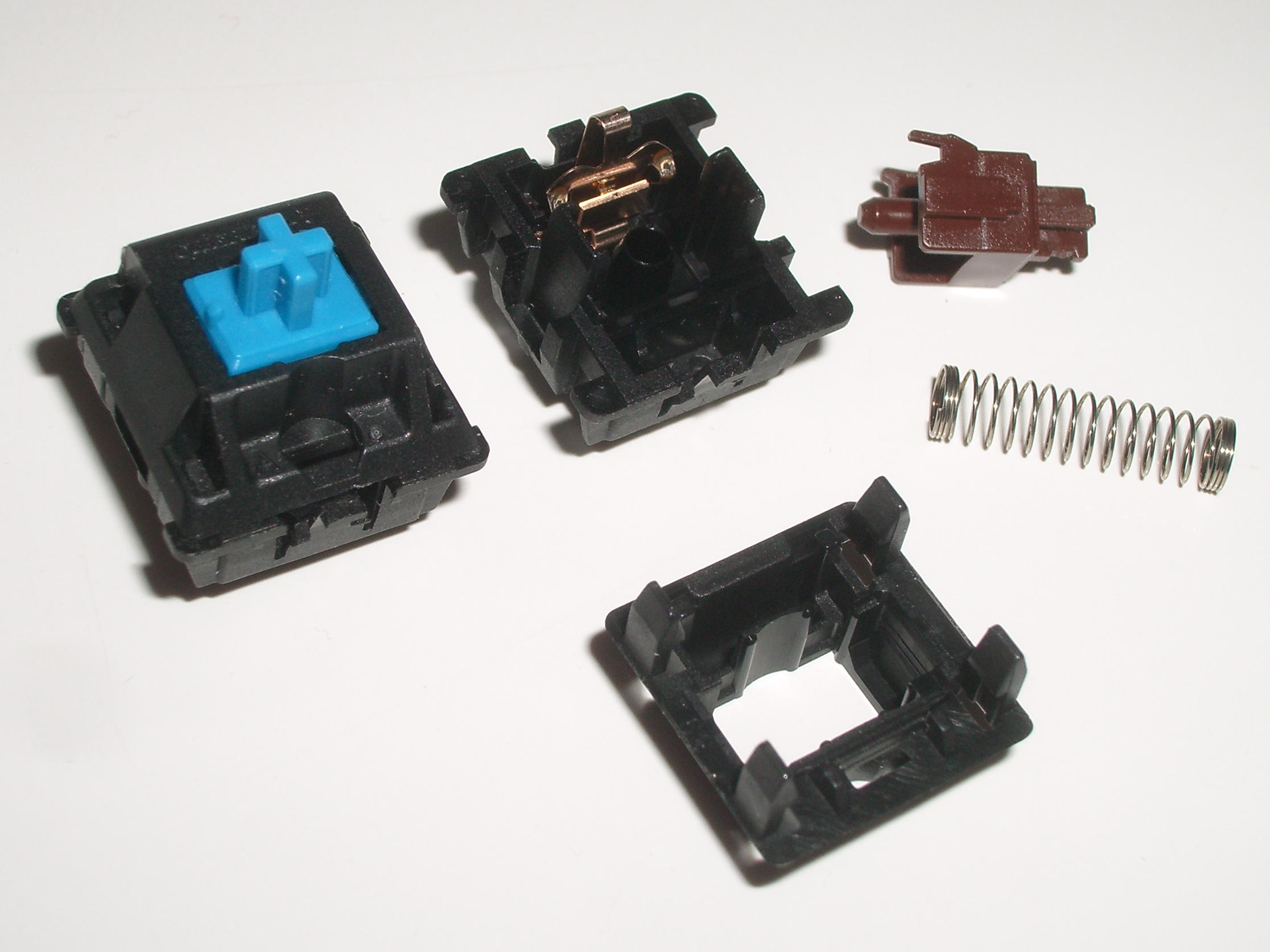
チェリー製メカニカルスイッチ

キーの数だけ独立したキースイッチユニットを備えるタイプ。ドイツのチェリー製のスイッチや日本のアルプス電気製のスイッチが代表例で、その中でもチェリー社のスイッチを採用したキーボードが広く普及したことで事実上の標準規格となり、チェリー社のメカニカルスイッチに関する特許が失効した後、様々なメーカーから互換スイッチが開発、販売され、チェリー社も「Cherry MX2A」と呼ばれる新型キースイッチを開発、導入している。根本的仕組みとしては「ステム」と呼ばれる軸が、スイッチ内部にある電極接点を押し込み、接触させて通電させることで入力信号を送る仕組みとなっているのだが、このステムやスプリング等に工夫を加えることで様々な打鍵感を実現できるのが最大の特徴で、軽い力で静かに入力できる「赤軸系(リニア)」、静かに入力できるがある程度の入力感触を得られる「茶軸系(タクタイル)」、スイッチ内部の機構を工夫することでハッキリとした感触が得られ、カチカチとした音が鳴る「青軸系(クリッキー)」の3種類に大分される。キーボードのサイズ、レイアウト毎に対応した数のキースイッチが必要になる関係上、製造コストの高騰は避けられないモノとなっており、コストパフォーマンスの面でメンブレン方式に大きく劣るが、上述した打鍵感の良さや信頼性の高い入力が得られることから、ゲーミングキーボードを始め、キーボードに高い付加価値を求めたいユーザーから高い支持を集めている。スイッチがボタンの戻ろうとする力を吸収してくれるので、長時間のタイピングでも疲れにくい。物理的な接点を用いている関係上、ある程度使うと経年劣化によって電極の接触が不安定になり、1度の入力で複数回キー入力が行われるチャタリングが発生するのが普通で、これが常態化した時、または物理的に故障した時が「キースイッチが寿命を迎えた」と見做される。上述した互換性とキースイッチが1個1個独立して存在している特性を活かし、キースイッチとキーボード側の基板のソケットと互換性があれば、故障したスイッチを特定し、それを新品に交換することで修理して末永く使うことができる他、ヘビーユーザーの間では自分の理想の打鍵感を実現するために積極的にカスタマイズすることが流行っている。ただし、一般的なモデルは基板にキースイッチがはんだ付けで固定されている関係上、修理やカスタマイズを行う難易度は高い。そのため、専用の器具だけでキースイッチを簡単に取り外し、ソケットにキースイッチを接続するだけで使用可能になる形で、キースイッチの交換が簡単に行える「ホットスワップ対応モデル」が高級モデルを中心に販売されている。かつて、このタイプのキーボードは「カチカチうるさい」と言われることが多かったが、これはボイスチャットが広く浸透する前の時代のゲーミングメカニカルキーボードの主流が青軸系であったことが原因とされており、ボイスチャットが広く浸透した2020年代前後以降では、そのカチカチ音がノイズとして耳障りになるため、静かな打鍵感を実現できる赤軸系がシェアを大きく拡大している。

#### メンブレンスイッチ

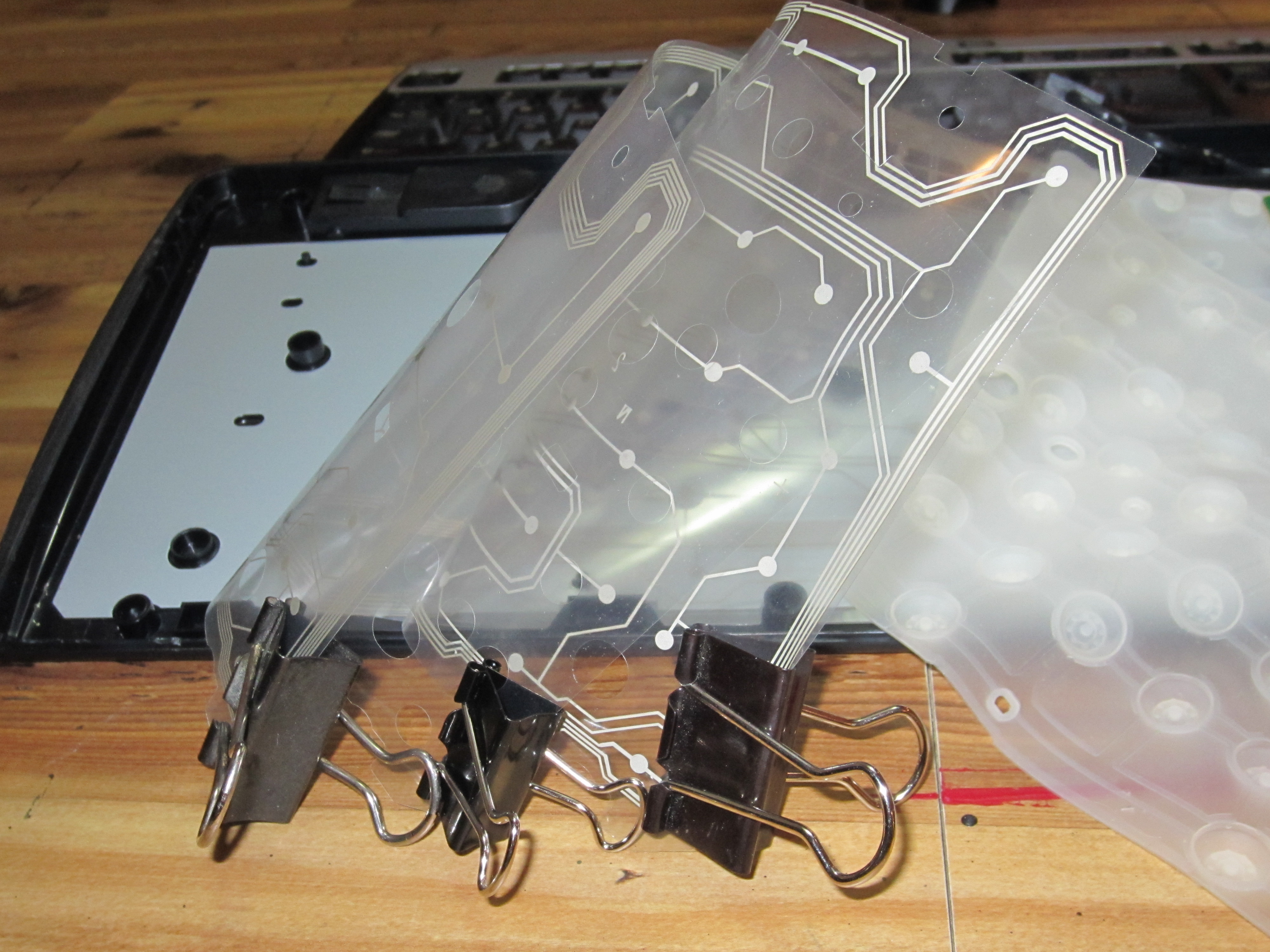
メンブレンとラバードーム

メンブレン (Membrane) とは、日本語で膜、薄膜を意味する。2枚の接点シートの間に穴のあいた絶縁シートを挟み、キーを押すと接点が触れ合う仕組みとなっている。シートを押すための機構としては、ラバードーム、パンタグラフ、バックリングスプリングなどさまざまな種類がある。材質的に耐久性に限界があるものの、メンブレンとラバードームを使用したキーボードは安価に製造できるため、現在最も普及している。ただし作りが悪いものだとタッチが固く、指先に反発の力がダイレクトに戻ってくるので長期間のタイピングには向かず、腱鞘炎になる危険性が指摘されている。更にスイッチが1つのシートだけで構築されている関係上、部分的な故障に対応することが出来ず、故障したら基本的にキーボードそのものを交換しないといけない欠点がある。

#### 静電容量無接点
静電容量の変化でキー入力を検知する。機械接点が無いため静穏で、耐久性やキータッチを高められるが、高価になりがちという面もある。事実、普及価格帯での価格はメンブレン方式では1,000円 - 4,000円程度なのに対し、静電容量無接点方式では14,000円 - 24,000円程度である。IBM PC、PC/XT、PC/ATの初期の83/84キーボード、Sun Type4に代表されるKeyTronic製キーボード等がある。東プレ製のREALFORCEシリーズや、東プレOEMのPFU Happy Hacking Keyboard Professional等のキーボードが有名。金融機関や証券業界などでも広く使われている。

#### 光学式スイッチ
オプティカルスイッチ、オプトメカニカルスイッチなどとも呼ばれる。基板上すべてのキーの下に照明用でない赤外線等のLEDを配置して、常時発光させておき、そこから出た光をキー内のプリズムでコの字型に反射させ、LED横に装着された感光センサーへと送る。キーが押下されると、プリズム内のシャッターが開き、感光センサーで暗い状態から明るくなったことを検知し、キーが入力を検出する仕組み(フォトインタラプタ)のキースイッチ。特徴として電気的な接点が存在せず、純粋に光センサーを用いた入力検知に特化した構造を採用できるため、接点の劣化による故障の心配がなく、チャタリングも起きない他、他のタイプのキーボードでは実現できない「高い防水、防塵性」を実現したモデルも実現できる。また、理論上は、電気接点の感触に左右されない独特なストローク感を作り込むことや、シャッターの開閉というシンプルな機構の寿命を追求することも可能という点がある。2017年後半から販売され始めた。

#### 磁気検知式
2020年代から登場した、新しいタイプのスイッチで、静電容量無接点、光学式スイッチと同様の無接点方式である。メカニカルスイッチをベースに、スイッチ内部に磁石が、基板側に磁気を検知するセンサーがそれぞれ搭載されており、キー入力の際に生じる磁気の変化を検知して入力信号を出す仕組みとなっている。磁気の変化をきめ細かく検知して入力信号を出すことができる仕組みを活かし、専用のソフトウェアを介して信号の入力、リセット位置を自由にカスタマイズすることができる他、押し込む磁気変化を検知すると入力信号を出し、逆に離す磁気変化を検知したら即座に信号を停止する「ラピッドトリガー」と呼ばれる仕組みが広く採用されているのも特徴である。その特性上、きめ細かく、かつ瞬間的なキー入力ができることからFPSゲームを始めとした、競技性の高いPCゲームを積極的に遊ぶコアユーザーを中心に支持を集めている。真新しい仕組み故にコストが非常に高い点と、普遍的に普及して標準規格が確立したメカニカルスイッチと異なり、業界内で画一的な標準規格が存在せず、基板側のセンサーの位置の差異によってスイッチ側の磁石の位置が適切でないと正しく動作しない点、そして磁気を用いて信号を管理する仕組み上、室温や湿度、磁石などの「磁気に影響を与える存在」の影響を強く受けやすく、不安定になりやすいという点が欠点として挙げられる。また、仕組み上、チャタリングは起こらないものの、センサーの感度の良さが災いして、信号の入力、リセット位置の設定によっては微細な揺れのせいで誤入力してしまう点も欠点として挙げられる。

#### レーザー投影式

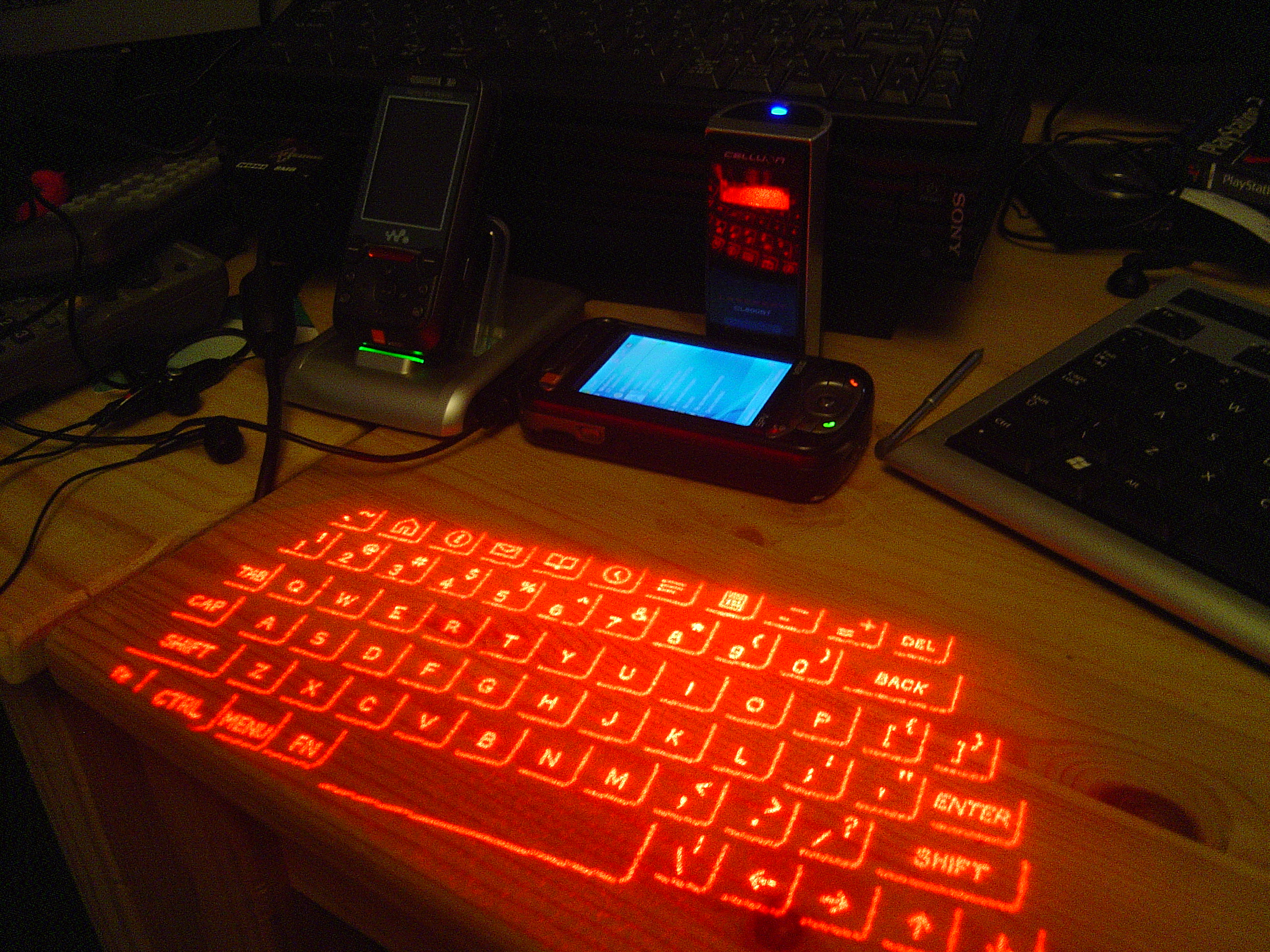
レーザー投影式キーボード

厳密にはスイッチというよりもむしろセンサーである。机の上にレーザー投影機とセンサーが一体となった装置を置き、机の上にレーザーで直接キーを投影し、そこに指を置くことによりそれをセンサーで感知して入力とするものである。装置は非常に小型で可搬性に優れ、ある程度のスペースと反射率のある机があればどこでも使用できるが、物理的なキーが存在しないためタッチタイプが難しく、構造上縦に並んだキーの同時押しが検知できないという欠点がある。

### アクチュエータ

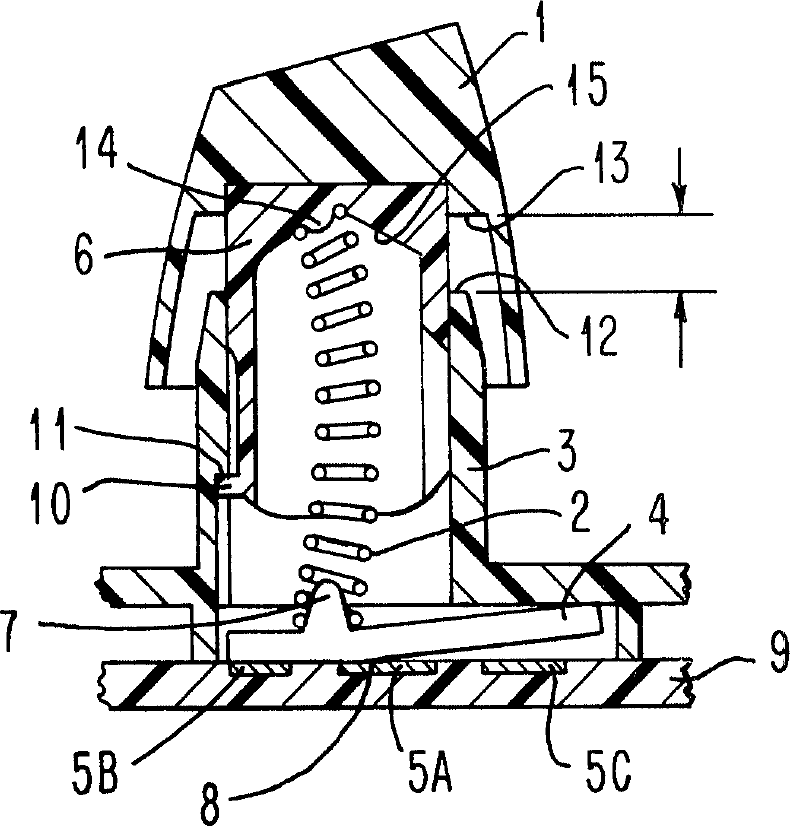
バックリングスプリングのしくみ

メカニカルスイッチはユニット自体にアクチュエータを内蔵している事がほとんどであるが、その他のスイッチの場合、スイッチを通電させたりキータッチを出したりするアクチュエータが存在する。
ラバードーム
主にメンブレンスイッチや静電容量無接点スイッチ等で使用される、半球状（ドーム以外にコーンの場合もある）のシリコーンゴム製の部品で、キーごとに独立しているものと、シート状に全てが一つにつながっているものがある。
パンタグラフ（シザー）
日本では、スイッチの外観・形状が鉄道車両のパンタグラフに似ているため、パンタグラフと呼ばれている。英語ではシザー（Scissor）と呼ばれる。ラバードームとの組み合わせで使用されることが多い。中心から外れたところを打ってしまってもしっかりとキーを押せるという利点がある。構造的に薄く出来るので、ほぼ全てのノートパソコンに採用されているほか、一部のデスクトップパソコン向けキーボードに採用されている。指先に反発の力がダイレクトに戻ってくることや、構造上ステップスカルプチャ形状をとるのが困難であることなどから、長期間のタイピングには向かないとされていたが、低いキートップや短いキーストロークにより長時間のタイピングでも疲れにくいとする意見もある。近年は軽い打鍵感により指を滑らせるような軽快な入力が可能として、デスクトップパソコンでもパンタグラフキーボードを選ぶ者も多い。近年は隣接するキーとの間に枠を設け、各キーを独立した配置としたアイソレーションキーボードと呼ばれるデザインが流行している（外形はチクレットキーボードに似ている）。キー間に大きな隙間ができにくくゴミや埃が入りにくい、爪や指先がキーに引っかかりにくいといった長所がある。
バックリングスプリング 
座屈ばね機構とも呼ばれる。その名の通りキーに内蔵したスプリングを座屈(buckling)させることで明確なクリック感を出す機構である。キーを押すと「カシュンカシュン」「パシュンパシュン」と、スプリングが折れ曲がってスライダの内部にぶつかる音がする。
右の図はIBMによる特許の図であるが、図によると、まず1のキートップを押し下げると2のスプリングが徐々に湾曲して行き、完全に折れ曲がると7を支点にして4が可動、スイッチが通電する。この瞬間、スプリングが折れ曲がり急激にキーの重さが低下する事によってクリック感が、スプリングがスライダ内部3にぶつかる事でクリック音が発生する。キーを離すとスプリングの弾力によって元に戻るというしくみである。12と13が完全に接触すると、それ以上キーは沈まない。このため明確な底付き感を発生させており、一般的なラバードーム等に見られるゴムを押すようなあやふやな底付き感と一線を画している。
かつてIBM社が生産していたキーボードが有名であり、その一連のシリーズは「Model M」と通称されている。
なお、あくまでアクチュエータがこのような構造になっているというだけであり、IBM社のキーボードの場合、スイッチの接点方式としては静電容量式とメンブレン式のものが存在した。すでにIBMの特許期間は切れているが、構造的に高コストになりがちであり、一部を除いて、製造・販売される事は稀である。

### スタビライザー
シフトキーやスペースバーのような長いキーのどの位置を押しても正しくまっすぐ押下できるようにするための仕組みである。これを省略している安いキーボードは、シフトキーの端の部分を押すと、引っかかってスムーズに押せないものがほとんどである。初期のIBM PCのキーボードは、そのためキーの中央のみにキートップを付け、端の部分を押せない物としていた。

### キーキャップ

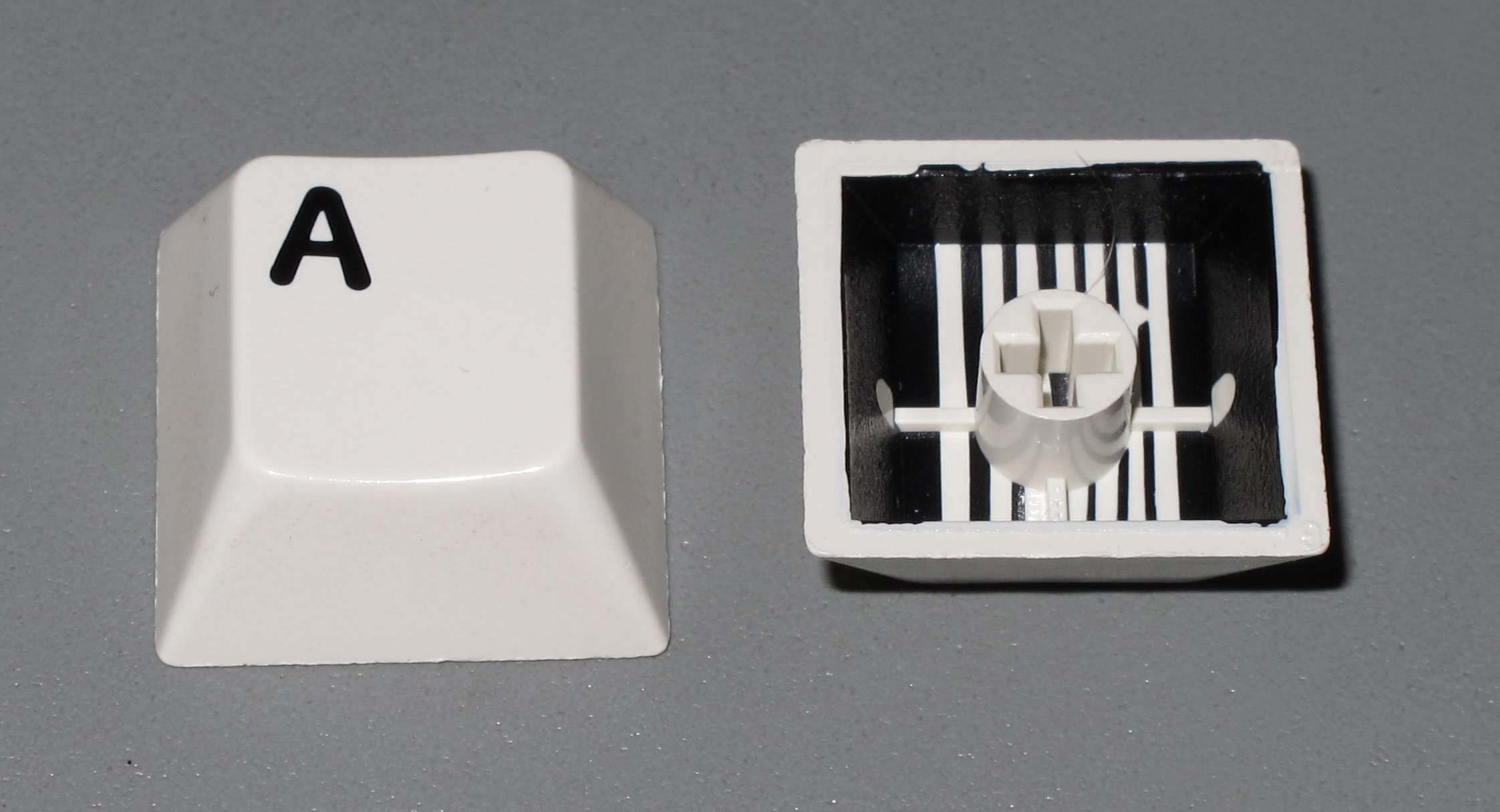
二色成型のキーキャップ。十時の凹みがある。

キーボードはスイッチを直接押さず、指の大きさに合わせた部品を取り付けて使用することが一般的である。この部品をキーキャップと呼ぶ。メカニカルスイッチの場合、交換できるようになっている。チェリー社のスイッチに採用されている十字の突起に合わせたキーキャップが多く利用されている。

#### 印字
指が触れる印字されている天面（キーキャップ）は該当する文字や数字が印字されている。
印字方法には様々な種類があり、二色成型・昇華印刷・シルク印刷・レーザー印字などがある。最も耐久性（印字の消えにくさ）に優れるのは二色成型であり、文字の種類だけ金型が必要なため、低コスト化及び他の安価な製法に押され採用が減ったが、近年ゲーミングPC向けに文字照光を実現するため、簡易化した二色成型が採用されつつある。昇華印刷は熱と圧力がかかるため高価なプラスチック材料で構成される必要があり、一部の高級機種に用いられているのみである。現在の大多数のキーボードには専らシルク印刷（特にカラー印字がある場合）とレーザー印字が用いられている。
印字がされていない無刻印キーボードと呼ばれるものが存在する。キーボードの印字の重要性は、タッチタイピングをしない人に比べてタッチタイピングをする人は低い。また、タッチタイピングをする人は使いやすいようにキー配列をカスタマイズする場合があり、こうしたユーザにとって印字がされていないキーボードは、使い勝手が良いとの考えによるものである。

#### ホームポジション・マーカ
キーボードを見ずにホームポジションへ指を置けるようにキートップに施された工夫のことで、一般にはホームポジション各指のうち、両手の人差し指を置く「F」と「J」のキートップが、触れるだけで他のキーから判別できるようになっている。キートップ中央に小さな丸い突起を設けたものや、キートップ手前に横長の突起を設けたものが多い。「F」と「J」のキートップを他のキートップよりも深くえぐってあるものもある。テンキーを持つキーボードには中指用にテンキー部の「5」にも設けられている。俗にOld Worldと呼ばれるiMacより前の、つまりベージュのMacintoshのキーボードは、テンキー部に揃えてフルキー側も中指用の「D」と「K」キーに設けられており、右手のマーカー触感が統一されていた。親指シフトキーボードには、両手人差し指用に加えて両手小指用（Aと;キー）にも付いているものがあり、親指のシフトに伴って人差し指がホームポジションから大きく離れても、小指からホームポジションを探るための配慮がされてある。これらホームポジション・マーカはキーボードを見ないで文字入力する人達には非常に重要な存在である。

### 形状

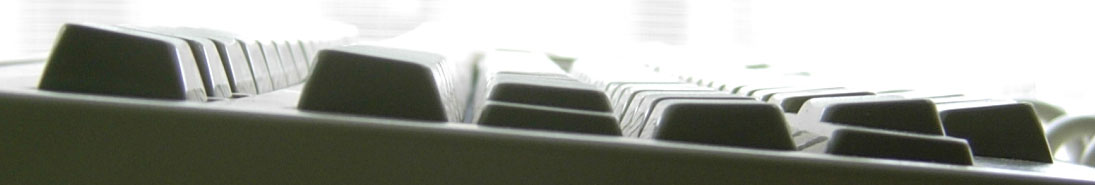
ステップスカルプチャ

キーキャップは打鍵しやすくするため、階段のように上段のキーほど高くなっているステップ構造や、上段・下段に対し中段が凹んでいるスカルプチャ構造などがある。天面の構造も平面、円筒形の溝（シリンドリカル）などがあり、これらを纏めた要素はプロファイルと呼ばれ、セットになった交換品が販売されている。
メカニカルスイッチの場合、異なるプロファイルのキーキャップに交換することで、自分の好みに合わせた形状を選択できる。
多くのキーボードはキーを平面状に配置しプロファイルで高さを調整しているが、Kinesis社のContoured Keyboardのように、キーが曲面状に設置されているものがある。

### チルトスタンド
タイプしやすいようにキーボードの傾斜を調整する機構である。
日本産業規格(JIS)では「キーボードの傾斜角は，水平から正方向に5°から12°の間が望ましい。角度調節ができないキーボードの傾斜角は，正方向に0°から15°の間になければならない。」と記載されている。
一例として、オランダのキーボードメーカー「bakker elkhuizen」の場合は、チルトスタンドは、タッチタイピングが出来ないユーザーの為にキーボード表面が見やすくなるように設けられており、タッチタイピングが可能なユーザーは収納しておいたほうが手首の負担とならず望ましいと回答している。

## 企業によるキーボードの名称
- ステンレスメカキー - 2003年頃、SONYのノートパソコンであるVAIO XRシリーズなどで使われた。打鍵感は非常に良いものの、静音性が低くて重量も重いことから使われなくなった[23]。今でも復活を望む声がある[要出典]。
- カイテキー - SIIの電子辞書で使われている。
- スーパーキーボード - 1999年頃松下電子部品（現: パナソニック エレクトロニックデバイス）が開発したキーボード[24]。

## メンテナンス
キーボードは恒常的に手で触れる性質上、汚れやすく、特に多数並んだスイッチの間に付着した手垢や埃は容易に拭き取れない。キーボードの前で飲食していると問題はより顕著となる。
キーボードを掃除するための製品として、ブラシ状で静電気を利用して吸着するもの、スプレーあるいはポンプで空気を吹き付けてごみを吹き飛ばして使用するもの（エアダスター）、粘着性の樹脂を押し付けて使用するものなどが販売されている。キーボード用ではないが、ボールの空気入れがエアダスターの代わりに使える。
ゴミや毛などが溜まりがちな内部は、キーを抜いてから清掃を行うことできれいに清掃できる（しかし、パンタグラフ式やノートパソコンのキーボード等構造的に不可能なタイプもあるので気をつけなくてはならない）。キートップの汚れはキーを抜き市販の洗濯用ネットに入れた上で洗濯機で洗うことで比較的簡単に落ちるが、元に戻す際にキー配列がわからなくならないよう、キーを外す前にデジカメ等で撮影しておく必要がある。
こうした面倒を抜本的に解決するものとして、丸洗い可能なウォッシャブルキーボードのアイデアは古くから存在していた。中には全体が軟質素材の密閉構造で、丸洗いに加えて、小さく折りたたんだり丸めて携行可能なフレキシブルキーボードなどと称する製品も存在する。当初は使用感や耐久性などの点で玩具の域を出るものではなかったが、2010年代現在まで逐次改良されながらリリースされ続けている。

## 歴史
鍵盤楽器の仕組みを応用した機械式タイプライターを経て、タイプライターのインタフェースを模した電子的入力機器へと連続的に発展していった。
元来電動タイプライターの操作部をそのまま借りてきたものであり、最初期のコンピュータで用いられたパンチカードやロジック配線パネルに代わるものである。その後、端末動作用のコントロールキー、ファンクションキー、Altキー（オルタネートキー、オプションキー）、コマンドキー、Windowsキー、アプリケーションキーなどが加えられて、現在の形になっている。
キーの形状や配置は、1950年代〜80年代ころは、各キーの背が高く大きくて、壇状（まるで雛人形の壇のように）に配置されているものが一般的だったが、その後数十年ほどかけて次第に各キーの背が低くなり全体的に平らなデザインのものが多くなってきた。音については、1950年代〜1980年代のキーボードはかなり大きなカチャカチャ音を発するものが多かったが、次第に静かに入力できるものが増えてきた。
1970年代後半や1980年代のマイクロコンピュータ（パーソナルコンピュータの初期段階）では、多くの機種でキーボードとコンピュータ本体が一体化していた。たとえばアメリカで大きな市場シェアを占めた3ブランドのApple II、TRS-80、PET 2001もそうであるし、日本で大きな市場シェアを占めたベーシックマスター、MZ-80、PC-8001（いわゆる「パソコン御三家」の最初のもの）もそうであり、つまりどちらの国でもキーボードと本体が一体化していた。

## 代表的な日本の製造元
自社ブランドを持ち、製造販売を行っている企業
- 東プレ - REALFORCE
- PFU - Happy Hacking Keyboard（HHKB）
- ダイヤテック[26] - FILCO
- 東海理化 - ZENAIM[27]
- アーキサイト[28] - ARCHISS

その他にも、エレコム、富士通クライアントコンピューティング、バッファロー、サンワサプライ、エプソンなどと、コンピュータ周辺機器メーカー又はパソコンメーカーも販売している。
主にOEMを行っている企業
- FCLコンポーネント[29]（旧:富士通コンポーネント）
- 長野テクトロン

## キーボード入力のミスに関わるジョーク等
- タイプミス
  - sl (UNIX)
- 入力モード変更ミス
  - シニス : MS-DOSでdirと打つ際に仮名入力モードにしていると表示される。
  - ミカカ : 同上、NTTと打った場合。NTTを指す隠語として使用された例がある。
  - ハニリイト : 同上、FILESと打った場合。（BASICで使われるコマンド）
- その他
  - くぁwせdrftgyふじこlp : QWERTY配列のキーボードで、ローマ字入力中にアルファベット部分の上段と中段を左から右に流れるように打鍵すると打ち込まれる文字列。